# Belsőváros (Csongrád)
A Belsőváros (vagy Belváros) Csongrád egykori központi részén fekszik, a Tisza partja mentén. A teljes városrész gyakorlatilag élő múzeumként funkcionál, mivel házainak többsége műemléki védettségű, ennélfogva szépen felújított és gondosan karbantartott. Nevével ellentétben a mai város szélén található, a Hármas-Körös és a Tisza összefolyásánál. Lakói eredetileg helyi hajósok, hajóácsok, halászok, kisparasztok és kubikosok voltak; többségük jelenleg vendégházként funkcionál.

## Története
A Belsőváros Csongrád ősi magja, a település első központja. A bonyolult, zegzugos, tekervényes útrendszer máig fennmaradt és éles kontrasztot mutat az újabb, tervezőasztalon mértani rendszerben született városrészekhez képest.

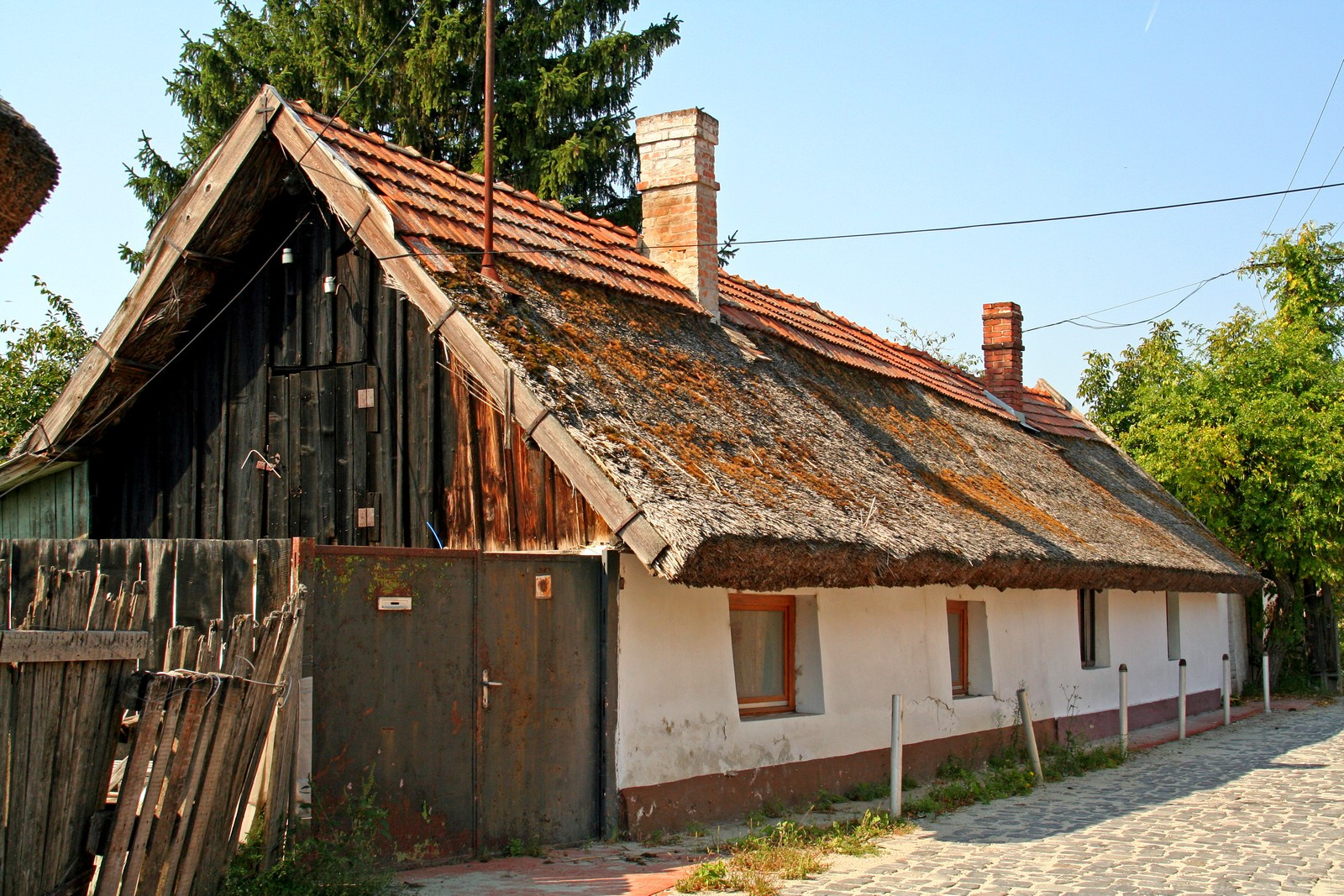
Gyökér utca 6.

Az Alföld egyetlen település méretű műemléki együttese, a Dél-Alföldön itt található a legtöbb épen megmaradt népi lakóház. Az itteni utcanevek, mint Öregvár utca, illetve a Vár köz vélhetően a már régen elpusztult Csongrádi várra utalnak, így valószínűsíthető, hogy a település akörül alakult ki. A Belsővárosban álló házak a 18.–19. századból valók, de valószínűleg egy sokkal régebbi építkezési gyakorlatot követnek. A gyakori környékbeli csatározások miatt a jobb védhetőség érdekében a házaknak eredetileg nem volt utcára néző ablakuk. A ma harminchét műemléki védettségű házzal rendelkező városrész a Körös-torok mellett alakult ki, a közeli Tisza-ártéri üdülő- és strandterülettel együtt az idők során jelentős idegenforgalmi bázissá fejlődött.
Az 1982 óta országos védettséget élvező házak többsége állóhézagos deszkaoromzatú, melynek díszét a vízvezető deszka és tartójának csipkézett széle, a kis világító ablak formája, valamint a fölé rakott ciráda adta. Többségük családi házként funkcionál, de vannak köztük szálláshelyként üzemelő épületek illetve múzeumok is.